# Spøgelsestræ
Spøgelsestræ (Corokia cotoneaster) er en blomstrende busk eller lille træ fra New Zealand i familien Argophyllaceae. Væksten er spredt og rigt forgrenet med en normal højde på ca. 3 m som fuldt udvokset. Barken er meget mørk, mens bladene varierer en del med højden som den vokser i og vindforholdene. Blomsterne er klart gule, og den blomstrer i december og januar.
Spøgelsestræ forhandles i Danmark almindeligt på planteskoler og af og til i supermarkeder, og har i perioder været uhyre populært.
Spøgelsestræ er relativt hårdfør, og findes på både Syd- og Nordøerne i New Zealand, hvor den ofte koloniserer tør, stenet jord. Lokalt bruger det til at stabilisere klitter. Det blev introduceret i Europa (i Storbritannien) allerede i 1875.